# Aeroportul Dirico
Aeroportul Dirico (IATA: DRC) este un aeroport din Provincia Cuando Cubango, Angola.
Situat la o altitudine de 1.068 m, aeroportul dispune de o singură pistă.